# Champignolles, Eure

Champignolles este o comună în departamentul Eure, Franța. În 1 ianuarie 2018 avea o populație de 38 de locuitori.